# Nakhliet

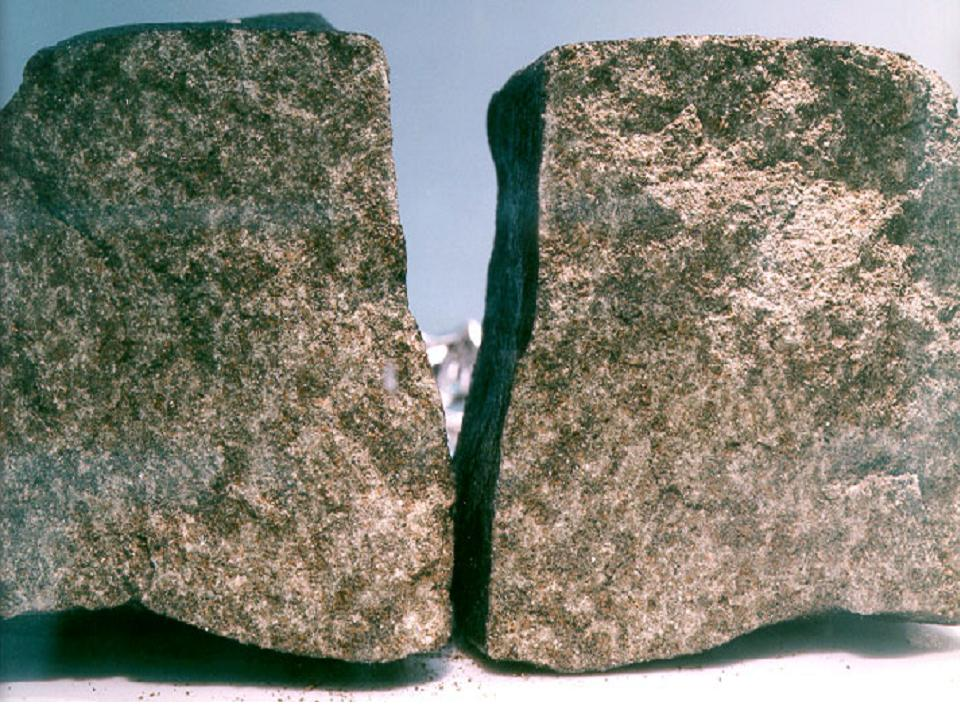
De Nakhla-meteoriet, nadat hij in 1998 werd gebroken.

De nakhlieten zijn een groep van meteorieten afkomstig van Mars. Ze bestaan uit stollingsgesteente en zijn rijk aan augiet. Ze zijn ongeveer 1,3 miljard jaar geleden ontstaan uit magma, dat basaltisch was. Ze zijn waarschijnlijk door de inslag van een planetoïde van Mars gelanceerd, ongeveer 10,75 miljoen jaar geleden en in de voorbije 10.000 jaar op de aarde terechtgekomen. De nakhlieten zijn naar de plaats genoemd waar ze voor het eerst zijn gevonden, in 1911 dicht bij het dorp El-Nakhla in Al Buhayrah
(Egypte).

## Gevonden
Er zijn verschillende nakhlieten bekend, met hun vindplaats:
- 1911 – ongeveer 40 stenen bij El-Nakhla
- 1931 – Lafayette, gevonden in Lafayette in Indiana in de Verenigde Staten
- 1958 – bij Governador Valadares in Brazilië
- 2000 – Y000593 in de Yamato-bergen op Antarctica, samen met de Y000749 en Y000802
- 2000 – NWA 817, in de Sahara in Marokko. De steen is 104 gram en bestaat voor 69% uit augiet.[2]
- 2001 – NWA 998, in Marokko
- 2003 – MIL 03346 in de Miller-bergen op Antarctica, samen met de MIL 090030, MIL 090032 en MIL 090136

## Andere groepen van Marsmeteorieten
- Chassignieten, naar Chassigny in Frankrijk
- Orthopyroxenieten
- Shergottieten, naar Sherghati in India